# Panaxia swanetica
Panaxia swanetica är en fjärilsart som beskrevs av Gottfried Christian Reich 1935. Panaxia swanetica ingår i släktet Panaxia och familjen björnspinnare. Inga underarter finns listade i Catalogue of Life.